# Legadue 2001-2002
Il Campionato di Legadue di pallacanestro maschile 2001-2002 è stato il primo organizzato in Italia. Raccoglie l'eredità della Serie A2, che si è resa indipendente dalla Serie A. Il Campionato di Legadue è organizzato dalla Legadue su delega F.I.P., così come analogamente la Serie A è organizzata dalla Lega Basket.
Il nuovo campionato parte con l'aumento da dieci a quattordici società, che si incontrano in un girone all'italiana con partite di andata, ritorno e una seconda fase di altre dieci giornate detta ad orologio, dove ciascuna formazione disputa cinque incontri casalinghi contro le squadre che la seguono in classifica e cinque incontri in trasferta contro quelle che la precedono. Al termine della stagione regolare, le ultime due retrocedono in Serie B d'Eccellenza, mentre le prime otto si giocano un'unica promozione ai play-off.
Il Pastificio di Nola Napoli vince gli spareggi in finale sulla Bipop Carire Reggio Emilia, vincitrice della regular season: la Serie A mancava ai napoletani dal 1990-91.

## Stagione regolare + Fase a orologio

### Classifica
|  |     | Classifica finale 2001-2002 | Pt | G  | V  | P  | PtF  | PtS  |
|  | --- | --------------------------- | -- | -- | -- | -- | ---- | ---- |
|  | 1.  | Bipop Carire Reggio Emilia  | 54 | 36 | 27 | 9  | 3023 | 2782 |
|  | 2.  | Pallacanestro Messina       | 48 | 36 | 24 | 12 | 3127 | 2991 |
|  | 3.  | Pastificio di Nola Napoli   | 42 | 36 | 21 | 15 | 2866 | 2837 |
|  | 4.  | Cimberio Borgomanero        | 40 | 36 | 20 | 16 | 3214 | 3165 |
|  | 5.  | Rida Scafati                | 38 | 36 | 19 | 17 | 2951 | 2882 |
|  | 6.  | Sicc BPA Jesi               | 38 | 36 | 19 | 17 | 3088 | 3087 |
|  | 7.  | Sacil HLB Pavia             | 36 | 36 | 18 | 18 | 2996 | 3005 |
|  | 8.  | Sinteco Ferrara             | 34 | 36 | 17 | 19 | 2996 | 3046 |
|  | 9.  | Banca Popolare Ragusa       | 32 | 36 | 16 | 20 | 3063 | 2955 |
|  | 10. | Upea Capo d'Orlando         | 32 | 36 | 16 | 20 | 3299 | 3318 |
|  | 11. | Conad Rimini                | 32 | 36 | 16 | 20 | 2979 | 3068 |
|  | 12. | Bignami Castel Maggiore     | 28 | 36 | 14 | 22 | 3031 | 3125 |
|  | 13. | Premiata Montegranaro       | 26 | 36 | 13 | 23 | 2909 | 3089 |
|  | 14. | Intertrasport Bergamo       | 24 | 36 | 12 | 24 | 2898 | 3090 |

### Risultati
| Risultati                  | RegE            | MES            | NAP           | NOV             | SCA           | JES             | PAV            | FER             | RAG            | CdO             | RIM           | CAS             | MON             | BER               |
| -------------------------- | --------------- | -------------- | ------------- | --------------- | ------------- | --------------- | -------------- | --------------- | -------------- | --------------- | ------------- | --------------- | --------------- | ----------------- |
| Bipop Carire Reggio Emilia |                 | 86-70 (93-70)  | 64-62 (73-75) | 78-70 (88-79)   | 66-65 (88-80) | 94-83           | 89-76 (89-72)  | 83-71           | 90-75          | 90-86           | 77-68         | 84-74           | 86-70           | 97-81             |
| Pallacanestro Messina      | 75-77           |                | 78-72 (95-85) | 106-109         | 95-82 (90-88) | 104-102 (84-78) | 85-86 (76-66)  | 90-79 (88-72)   | 78-75          | 81-91           | 106-103       | 81-68           | 96-73           | 104-63            |
| Pastificio di Nola Napoli  | 80-77           | 77-90          |               | 83-75           | 87-81         | 73-85 (86-80)   | 76-69 (105-80) | 81-69 (78-72)   | 89-85 (70-69)  | 73-75           | 93-78 (80-78) | 82-81           | 74-71           | 77-67             |
| Cimberio Borgomanero       | 94-91           | 80-79 (89-102) | 79-75 (81-70) |                 | 96-80 (86-80) | 87-76 (84-77)   | 103-97 (82-85) | 87-97           | 114-102        | 106-84          | 83-68         | 92-90           | 83-82           | 80-85             |
| Rida Scafati               | 75-70           | 86-83          | 87-74 (83-76) | 84-108          |               | 87-81 (89-94)   | 79-77 (62-73)  | 71-75 (96-68)   | 97-105 (73-72) | 97-70           | 90-80         | 84-81           | 81-74           | 96-63             |
| Sicc BPA Jesi              | 78-86           | 81-80          | 79-74         | 75-82           | 78-79         |                 | 111-85         | 105-104 (89-88) | 92-79 (76-70)  | 108-103 (88-76) | 93-85 (79-76) | 84-76 (93-80)   | 93-92           | 80-69             |
| Sacil HLB Pavia            | 64-74           | 79-83          | 77-82         | 82-81           | 81-79         | 76-71 (88-79)   |                | 93-88 (86-68)   | 92-100 (98-87) | 87-81 (87-100)  | 80-84 (74-75) | 81-82           | 77-59           | 96-80             |
| Sinteco Ferrara            | 71-76           | 69-71          | 79-88         | 95-88           | 93-75         | 84-82           | 79-90          |                 | 98-92 (61-70)  | 79-71 (88-84)   | 90-70 (78-76) | 91-86 (93-79)   | 100-104 (74-72) | 68-91             |
| Banca Popolare Ragusa      | 73-78           | 92-93          | 77-83         | 90-78           | 78-85         | 90-92           | 89-92          | 83-74           |                | 87-80 (80-89)   | 87-66 (81-77) | 85-88 (85-65)   | 88-66 (91-76)   | 74-66 (61-72      |
| Upea Capo d'Orlando        | 85-101 (98-105) | 96-95          | 82-98         | 99-105 (104-96) | 115-95        | 106-93          | 94-96          | 109-116         | 104-89         |                 | 85-91         | 116-101 (92-79) | 97-78 (95-100)  | 117-102 (109-107) |
| Conad Rimini               | 73-91 (83-71)   | 89-90          | 91-83         | 102-92          | 82-92         | 106-88          | 85-87          | 99-93           | 65-113         | 80-82 (75-70)   |               | 90-80 (75-73)   | 79-69 (82-74)   | 98-94 (90-95)     |
| Bignami Castel Maggiore    | 67-84 (102-91)  | 84-74 (93-106) | 77-78         | 92-79 (96-90)   | 67-99         | 98-80           | 97-95          | 85-94           | 65-90          | 93-91           | 76-84         |                 | 95-61 (98-82)   | 97-78 (96-92)     |
| Premiata Montegranaro      | 87-79 (95-93)   | 78-86 (92-77)  | 82-76         | 98-109 (97-82)  | 92-87 (77-76) | 95-88           | 82-76          | 69-79           | 74-91          | 86-69           | 91-92         | 87-79           |                 | 80-86 (82-85)     |
| Intertrasport Bergamo      | 73-83 (82-81)   | 78-85 (80-81)  | 75-71 (96-80) | 80-78 (96-107)  | 00-20 (87-91) | 72-77           | 69-96          | 89-99           | 99-108         | 86-94           | 88-84         | 82-91           | 90-62           |                   |

## Play-off
|  | Quarti di finale | Quarti di finale | Quarti di finale | Quarti di finale | Quarti di finale | Quarti di finale | Quarti di finale |  |  | Semifinali    | Semifinali    | Semifinali    | Semifinali    | Semifinali | Semifinali | Semifinali |    |    | Finale | Finale | Finale | Finale | Finale | Finale | Finale |  |
|  |                  |                  |                  |                  |                  |                  |                  |  |  |               |               |               |               |            |            |            |    |    |        |        |        |        |        |        |        |  |
|  | 3                | Napoli           | 70               | 71               | 67               | 82               | 92               |  |  |               |               |               |               |            |            |            |    |    |        |        |        |        |        |        |        |  |
|  | 6                | Jesi             | 64               | 70               | 77               | 87               | 90               |  |  | Messina       | Messina       | Messina       | 88            | 89         | 76         | 72         |    |    |        |        |        |        |        |        |        |  |
|  | 2                | Messina          | Messina          | Messina          | 94               | 108              | 84               |  |  | Napoli        | Napoli        | Napoli        | 83            | 90         | 80         | 78         |    |    |        |        |        |        |        |        |        |  |
|  | 7                | Pavia            | Pavia            | Pavia            | 80               | 99               | 80               |  |  |               |               |               |               |            |            |            |    |    | Napoli | Napoli | 71     | 84     | 80     | 70     | 92     |  |
|  | 1                | Reggio Emilia    | Reggio Emilia    | 94               | 75               | 52               | 72               |  |  |               |               | Reggio Emilia | Reggio Emilia | 89         | 80         | 94         | 66 | 83 |        |        |        |        |        |        |        |  |
|  | 8                | Ferrara          | Ferrara          | 59               | 68               | 53               | 71               |  |  | Reggio Emilia | Reggio Emilia | Reggio Emilia | Reggio Emilia | 93         | 94         | 88         |    |    |        |        |        |        |        |        |        |  |
|  | 4                | Borgomanero      | Borgomanero      | Borgomanero      | 84               | 96               | 71               |  |  | Scafati       | Scafati       | Scafati       | Scafati       | 79         | 82         | 78         |    |    |        |        |        |        |        |        |        |  |
|  | 5                | Scafati          | Scafati          | Scafati          | 97               | 98               | 91               |  |  |               |               |               |               |            |            |            |    |    |        |        |        |        |        |        |        |  |

## Statistiche individuali
| pos | marcatori 2001-2002 | squadra         | pres | pt   | media |  | pos | marcatori 2001-2002 | squadra         | pres | pt  | media |
| --- | ------------------- | --------------- | ---- | ---- | ----- |  | --- | ------------------- | --------------- | ---- | --- | ----- |
| 1.  | Horace Jenkins      | Borgomanero     | 36   | 1096 | 30,44 |  | 16. | Dan Cross           | Castel Maggiore | 28   | 494 | 17,64 |
| 2.  | Alvin Young         | Reggio Emilia   | 36   | 879  | 24,42 |  | 17. | Marques Bragg       | Rimini          | 24   | 417 | 17,38 |
| 3.  | Darryl Wilson       | Ragusa          | 23   | 534  | 23,22 |  | 18. | Elías Ayuso         | Montegranaro    | 28   | 480 | 17,14 |
| 4.  | Brian Oliver        | Messina         | 35   | 809  | 23,11 |  | 19. | Bakari Hendrix      | Jesi            | 35   | 591 | 16,89 |
| 5.  | Michael Williams    | Jesi            | 33   | 707  | 21,42 |  | 20. | Greg Newton         | Scafati         | 33   | 547 | 16,58 |
| 6.  | Keith Carter        | Capo d'Orlando  | 36   | 732  | 20,33 |  | 21. | Cheikh Ya-Ya Dia    | Montegranaro    | 36   | 586 | 16,28 |
| 7.  | Randolph Childress  | Scafati         | 35   | 693  | 19,80 |  | 22. | Michael Campbell    | Scafati         | 21   | 333 | 15,86 |
| 8.  | Trent Whiting       | Bergamo         | 35   | 691  | 19,74 |  | 23. | David Evans         | Pavia           | 36   | 570 | 15,83 |
| 9.  | Gerrod Abram        | Castel Maggiore | 23   | 445  | 19,35 |  | 24. | Myron Brown         | Jesi            | 36   | 560 | 15,56 |
| 10. | Herman Smith        | Castel Maggiore | 36   | 692  | 19,22 |  | 25. | Kiwane Garris       | Ragusa          | 36   | 559 | 15,53 |
| 11. | Marc Salyers        | Borgomanero     | 35   | 652  | 18,63 |  | 26. | Roy Hairston        | Ragusa          | 35   | 535 | 15,29 |
| 12. | LaMarr Greer        | Messina         | 36   | 667  | 18,52 |  | 27. | Jahor Meščarakoŭ    | Capo d'Orlando  | 36   | 549 | 15,25 |
| 13. | Monty Mack          | Ferrara         | 36   | 665  | 18,47 |  | 28. | Arthur Lee          | Rimini          | 21   | 314 | 14,95 |
| 14. | Sharif Fajardo      | Messina         | 36   | 654  | 18,16 |  | 29. | Kris Clack          | Reggio Emilia   | 36   | 538 | 14,94 |
| 15. | Lamont Barnes       | Ragusa          | 36   | 638  | 17,72 |  | 30. | Eric Washington     | Rimini          | 30   | 439 | 14,63 |

| pos | rimbalzisti 2001-2002 | squadra         | pres | rimb | media |  | pos | rimbalzisti 2001-2002 | squadra         | pres | rimb | media |
| --- | --------------------- | --------------- | ---- | ---- | ----- |  | --- | --------------------- | --------------- | ---- | ---- | ----- |
| 1.  | Cheikh Ya-Ya Dia      | Montegranaro    | 36   | 369  | 10,25 |  | 16. | Dontae' Jones         | Napoli          | 35   | 274  | 7,83  |
| 2.  | Greg Newton           | Scafati         | 33   | 338  | 10,24 |  | 17. | Eric Riley            | Montegranaro    | 18   | 128  | 7,11  |
| 3.  | Marques Bragg         | Rimini          | 24   | 230  | 9,58  |  | 18. | John Turner           | Napoli          | 36   | 249  | 6,92  |
| 4.  | Randy Carter          | Pavia           | 36   | 333  | 9,25  |  | 19. | Roy Hairston          | Ragusa          | 35   | 240  | 6,86  |
| 5.  | Soumaila Samake       | Capo d'Orlando  | 25   | 230  | 9,20  |  | 20. | Bakari Hendrix        | Jesi            | 35   | 234  | 6,69  |
| 6.  | Venson Hamilton       | Ferrara         | 29   | 258  | 8,90  |  | 21. | Derrick Davenport     | Bergamo         | 34   | 211  | 6,21  |
| 7.  | Lamont Barnes         | Ragusa          | 36   | 320  | 8,89  |  | 22. | Jason Osborne         | Scafati         | 31   | 191  | 6,16  |
| 8.  | Richard Mason Rocca   | Jesi            | 30   | 258  | 8,60  |  | 23. | Jahor Meščarakoŭ      | Capo d'Orlando  | 36   | 220  | 6,11  |
| 9.  | Sharif Fajardo        | Messina         | 36   | 305  | 8,47  |  | 24. | Gerrod Abram          | Castel Maggiore | 23   | 139  | 6,04  |
| 10. | Frantz Pierre-Louis   | Ferrara         | 36   | 304  | 8,44  |  | 25. | Andre Hutson          | Napoli          | 35   | 211  | 6,03  |
| 10. | Herman Smith          | Castel Maggiore | 36   | 304  | 8,44  |  | 26. | Manuel Vanuzzo        | Messina         | 32   | 187  | 5,84  |
| 12. | Brandon Brantley      | Pavia           | 36   | 296  | 8,22  |  | 27. | Kris Clack            | Reggio Emilia   | 36   | 208  | 5,78  |
| 13. | Albert Burditt        | Reggio Emilia   | 35   | 287  | 8,20  |  | 28. | Marc Salyers          | Borgomanero     | 35   | 190  | 5,43  |
| 14. | Damon Thornton        | Borgomanero     | 31   | 248  | 8,00  |  | 29. | Jarrett Stephens      | Rimini          | 33   | 171  | 5,18  |
| 15. | Donzel Rush           | Castel Maggiore | 35   | 275  | 7,86  |  | 30. | Brian Oliver          | Messina         | 35   | 181  | 5,17  |

## Verdetti
- Promossa in Serie A:  Pastificio di Nola Napoli.
Formazione: Sotirios Nikolaidis, Stefano Rajola, Giuseppe Costantino, Dontae' Jones, Travis Mays, Andrea Cessel, Leandro Palladino, Henry Williams, Andre Hutson, Mike Penberthy, Filippo Cattabiani, John Turner. Giocatori svincolati o trasferiti: Andy Panko, Jemeil Rich, Franco Binotto, Matteo Nobile, Ira Bowman. Allenatore: Gianfranco Lombardi (fino al 02/11/01), Maurizio Bartocci (fino al 20/11/01), Piero Bucchi.
- Retrocessa in Serie B1:  Premiata Montegranaro
Formazione: Luca Benassi, Jemeil Rich, Michael Robinson, Alberto Causin, Jacopo Torresi, Giuseppe Falco, Augusto Binelli, Diego Savazzi, Peter Van Elswyk, Cheikh Ya-Ya Dia, Eric Riley, Pier Filippo Rossi, Elías Ayuso. Giocatori svincolati o trasferiti: Laron Profit, Tony Blaskovic, Corey Benjamin, Anthony Evans, Kevin Freeman, Paolo Berdini, Rodolfo Valenti, Sharron Wilkerson. Allenatore: Stefano Michelini (fino al 12/11/2001), Virginio Bernardi (fino al 15/02/2002), Stefano Ranuzzi.
- Retrocessa in Serie B1:  Intertrasport Bergamo.
Formazione: Paolo Giuliani, Andrea Fiorendi, Lucio Tomasini, Drew Barry, Stefano Scrocco, Marco Fantaccini, Cesare Amabili, Deon Watson, Trent Whiting, Brent Wright, Derrick Davenport, Davide Cristelli, Eric Mann. Giocatori svincolati o trasferiti: Gianluca Burini. Allenatore: Romeo Sacchetti (fino al 28/11/01), Pierangelo Agazzi (fino al 22/01/02), Massimo Magri.